# Richard zu Sayn-Wittgenstein-Berleburg

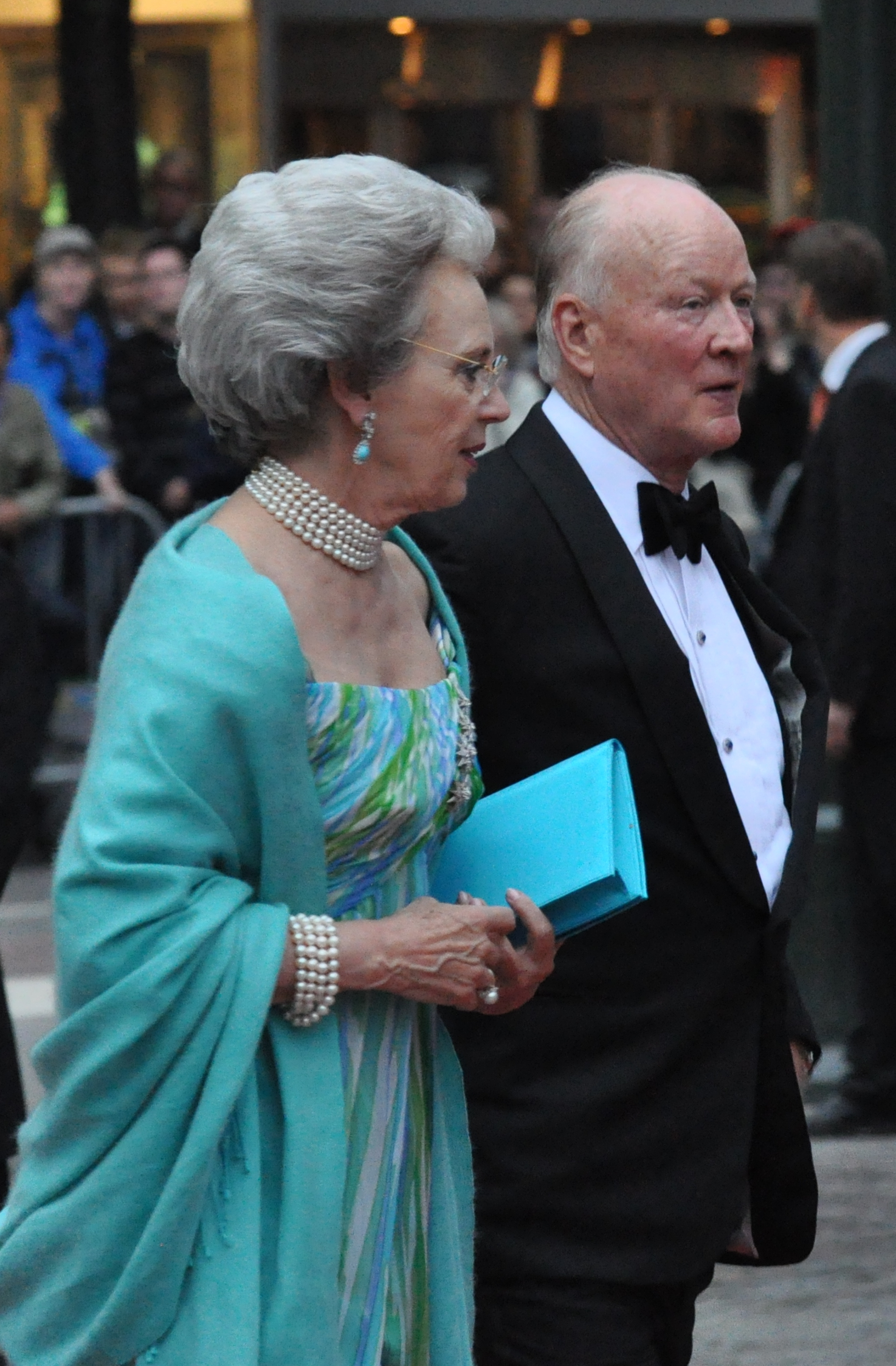
Benedikte und Richard (2010)

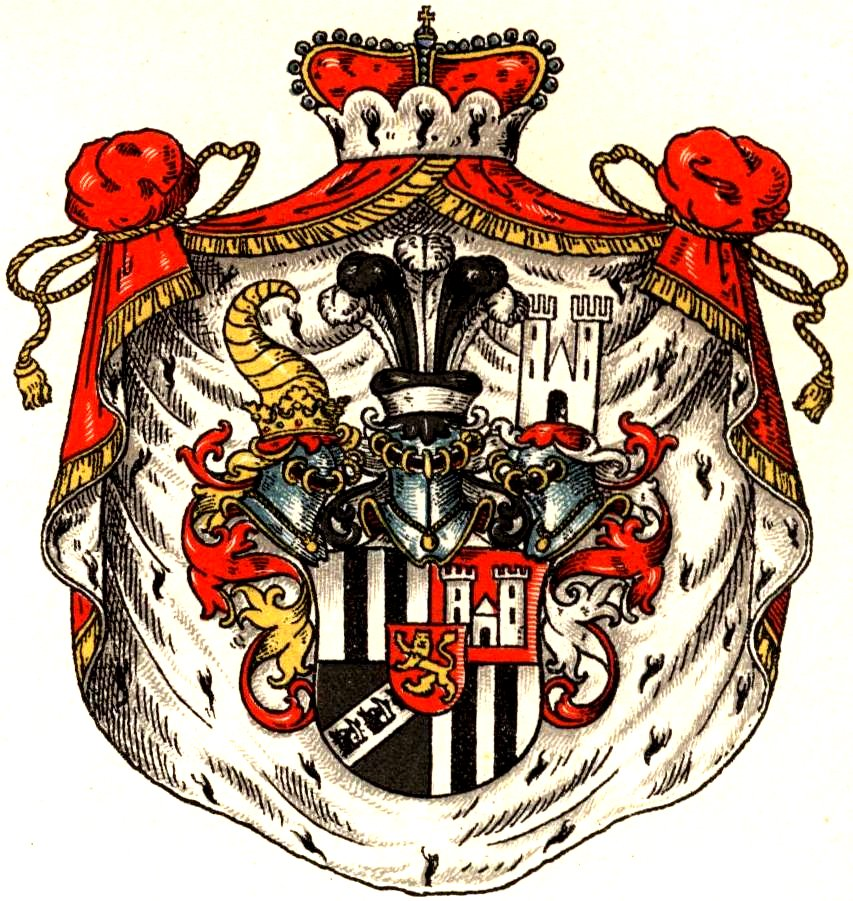
Familienwappen des Fürstenhauses zu Sayn-Wittgenstein-Berleburg

Richard Casimir Karl August Robert Konstantin Prinz zu Sayn-Wittgenstein-Berleburg (* 29. Oktober 1934 in Gießen; † 13. März 2017 in Bad Berleburg) war ein deutscher Unternehmer und als Chef des Hauses Sayn-Wittgenstein-Berleburg auch Chef des Gesamthauses Sayn-Wittgenstein.

## Familie
Richard zu Sayn-Wittgenstein-Berleburg war das älteste von fünf Kindern von Gustav Albrecht Prinz zu Sayn-Wittgenstein-Berleburg (1907–1944) und dessen Frau, der schwedischen Gräfin Margareta Fouché d’Otrante (1909–2005).
Adelsrechtlich wäre er der 6. Fürst zu Sayn-Wittgenstein-Berleburg gewesen, jedoch hat er mit Rücksicht darauf, dass sein Vater seit 1944 in Russland vermisst war und dessen Tod nie nachgewiesen werden konnte, den (rechtlich seit 1919 ohnehin abgeschafften) Fürstentitel nie geführt. Seitdem sein Vater im Jahr 1969 offiziell für tot erklärt worden war, war Richard das Oberhaupt des Hauses Sayn-Wittgenstein-Berleburg und des Gesamthauses Sayn-Wittgenstein. Sein vollständiger Name war Richard Casimir Karl August Robert Konstantin Prinz zu Sayn-Wittgenstein-Berleburg, 6. Fürst zu Sayn-Wittgenstein-Berleburg, Graf von Sayn, Herr zu Homburg, Vallendar, Neumagen und Neuenhemsbach.
Auf der Hochzeit der damaligen niederländischen Kronprinzessin Beatrix von Oranien-Nassau mit dem deutschen Diplomaten Claus von Amsberg lernte er Prinzessin Benedikte von Dänemark kennen, die er am 3. Februar 1968 auf Schloss Fredensborg heiratete. Aus der Ehe gingen drei Kinder hervor:
- Gustav Frederik Philip Richard (* 12. Januar 1969)
- Alexandra Rosemarie Ingrid Benedikte (* 20. November 1970)
- Nathalie Xenia Margareta Benedikte (* 2. Mai 1975)

## Leben
Richard zu Sayn-Wittgenstein-Berleburg besuchte das Gymnasium und studierte Rechtswissenschaften in Tübingen. Seit 1955 war er Mitglied des Corps Suevia Tübingen. Nach seinem Studium trat er in die Wittgenstein-Berleburg’sche Rentkammer mit Sitz auf Schloss Berleburg ein. Der Forstbetrieb der Rentkammer bewirtschaftet rund 13.000 Hektar Wald. Außerdem verwaltet die Rentkammer etwa 150 Grundstücke im In- und Ausland sowie Firmenbeteiligungen. Die Nachfolge des Unternehmers war seit 2017 strittig, nachdem sein Cousin Ludwig Ferdinand sich für berechtigt hielt, beim Amtsgericht Bad Berleburg das väterliche Testament in seinem Sinne auszulegen und eigene Ansprüche geltend zu machen. Das Amtsgericht Bad Berleburg hatte diese Berechtigung in erster Instanz zurückgewiesen. In zweiter Instanz hatte das Oberlandesgericht Hamm am 23. Juli 2020 die Entscheidung des AG Bad Berleburg bestätigt. Der Beschluss des Oberlandesgerichts Hamm ist nicht anfechtbar; eine Beschwerde beim Bundesgerichtshof wurde nicht zugelassen. Das AG Bad Berleburg erteilte am 30. Oktober 2020 dem einzigen Sohn Gustav einen Erbschein, mit dem er das Erbe antreten konnte. Richard zu Sayn-Wittgenstein-Berleburg verstarb am Abend des 13. März 2017 auf Schloss Berleburg, im Alter von 82 Jahren. Die Trauerfeier fand am 21. März 2017 in der Evangelischen Stadtkirche Bad Berleburg in Anwesenheit der gesamten Dänischen Königsfamilie und weiteren Vertretern des europäischen Hochadels statt. Seine sterblichen Überreste wurden im Familienkreis in der Familiengruft auf dem Waldfriedhof am Sengelsberg beigesetzt.

### Wisente im Rothaargebirge
Im Jahr 2003 hatte Richard Prinz zu Sayn-Wittgenstein-Berleburg die Idee, Wisente im Rothaargebirge wieder anzusiedeln. Im März 2010 wurde dann das Natur- und Artenschutzprojekt „Wisente im Rothaargebirge“ offiziell gestartet. 2013 wurden die ersten Wisente aus einem Gehege der Wisent-Wildnis am Rothaarsteig freigelassen.
In Bezug auf den Rechtsstreit zwischen Waldbauern aus dem Sauerland und dem Trägerverein des Wisentprojektes sagte Richard Prinz zu Sayn-Wittgenstein-Berleburg im September 2015: „Wenn die es schaffen, die Wisente, die jetzt draußen rumlaufen, abzuschaffen, dann kann es gut sein, dass ihre Höfe brennen. Das wissen die auch ganz genau. Ich zünde sie nicht an, aber ich weiß, wie es geht.“ Dies führte zu Ermittlungen der Staatsanwaltschaft Siegen wegen Störung des öffentlichen Friedens durch Androhung von Straftaten (§ 126 StGB). Der Prinz entschuldigte sich später öffentlich und persönlich bei den Sauerländer Waldbauern. Im Dezember 2015 stellte die Staatsanwaltschaft das Verfahren gegen Zahlung von 5000 Euro an das Kinderhospiz in Olpe ein.

## Ehrungen und Auszeichnungen
- Am 7. Mai 1997 wurde in Frederikshavn, Dänemark, die RoRo- und Eisenbahnfähre Prins Richard auf seinen Namen getauft.
- Großkreuz des Verdienstordens der Bundesrepublik Deutschland
- Elefanten-Orden (Dänemark)
- Kommandeur mit Großkreuz des Nordstern-Ordens (Schweden)
- Großkreuz des Ordens de Isabel la Católica (Spanien)
- Großkreuz des Kronenordens (Niederlande)